# Meglumin antimoniat
Meglumine antimoniate là một loại thuốc dùng để điều trị bệnh leishmania. Điều này bao gồm leishmania nội tạng, niêm mạc và da. Nó được tiêm bằng cách tiêm bắp thịt hoặc vào vùng bị nhiễm bệnh.
Tác dụng phụ bao gồm chán ăn, buồn nôn, đau bụng, ho, cảm thấy mệt mỏi, đau cơ, nhịp tim không đều và các vấn đề về thận. Nó không nên được sử dụng ở những người có vấn đề về tim, gan hoặc thận. Nó không được khuyến khích trong thời gian cho con bú. Nó thuộc về một nhóm các loại thuốc được gọi là antimonials pentavalent.
Thuốc đối kháng Meglumine được sử dụng trong y tế vào năm 1946. Nó nằm trong Danh sách các loại thuốc thiết yếu của Tổ chức Y tế Thế giới, loại thuốc hiệu quả và an toàn nhất cần có trong hệ thống y tế. Chi phí bán buôn ở các nước đang phát triển là khoảng 4,32 USD mỗi lọ tính đến năm 2014. Nó có sẵn ở Nam Âu và Mỹ Latinh nhưng không phải Hoa Kỳ.

## Xã hội và văn hoá
Nó được sản xuất bởi Aventis  và được bán dưới tên thương hiệu Glucantime ở Pháp và Glucantim ở Ý.